# Shirley Ross
Shirley Ross (Omaha (Nebraska), Estados Unidos, 7 de enero de 1913-California, 9 de marzo de 1975) fue una actriz y cantante estadounidense, recordada principalmente por haber cantado la canción Thanks for the Memory en la película de 1938 The Big Broadcast of 1938 junto a Bob Hope. Dicha canción ganó el premio Óscar a la mejor canción original de dicho año.
Otra de sus apariciones cinematográficas célebres es en el filme Waikiki Wedding donde canta junto a Bing Crosby la canción Blue Hawaii.